# Misery (australische Band)
Misery war eine australische Death-Metal-Band aus Brisbane, die 1991 gegründet wurde und sich 2005 auflöste.

## Geschichte
Die Band wurde im Jahr 1991 gegründet. Es folgten die Demos Sorting of the Insects und Astern Diabolus. Nach dem Debütalbum A Necessary Evil (1993) und einer nationalen Tournee mit Pungent Stench trennte sich die Band von dem Originalsänger Darren Goulding. Als Ersatz stieß Moises Contreras hinzu. Daraufhin folgte die EP Insidious im Jahr 1994. Zudem wurde für das Lied Torn ein Musikvideo erstellt. Danach verließ Contreras die Gruppe. Nachdem sie ein paar Monate vergeblich nach einem neuen Sänger gesucht hatte, übernahm der Bassist Damon Robinson zusätzlich den Gesang. Daraufhin erreichte die Gruppe einen Plattenvertrag bei Warhead Records, worüber 1996 das Album Revel in Blasphemy erschien. Hierdurch konnte die Band ihre Bekanntheit erheblich steigern. Der Veröffentlichung schlossen sich Auftritte auf dem Metal for the Brain sowie in und um Sydney an. 1998 wurde das nächste Album fertiggestellt. Aufgrund von finanziellen Problemen des Labels, die in der Schließung von Warhead Records resultierten, verzögerte sich die Veröffentlichung. Diese fand erst im Jahr 2000 bei Venomous Records unter dem Namen Curses statt. Während der Wartezeit hatten sich die Mitglieder anderen Projekten gewidmet. Nach einer Tournee durch Neuseeland verließ der Gitarrist Laszlo Kananghinis die Band. Nachdem die Aufnahmen zu einem vierten Album im Jahr 2005 beendet worden waren, verließ auch Robinson die Besetzung, da er sich für ein Leben in den USA entschieden hatte. Es kam daraufhin zur Auflösung von Misery. Das Album wurde Mitte 2007 bei Obsidian Records unter dem Namen On Demon Wings veröffentlicht. Für eine Tour mit Mournful Congregation Anfang 2009 fand sich die Gruppe kurzzeitig wieder zusammen.

## Stil
Brian Fischer Giffin beschrieb die Band in seinem Buch Encyclopedia of Australian Heavy Metal als eine der härtesten australischen Death-Metal-Bands. Zudem verarbeite man auch Einflüsse aus dem Grindcore und Doom Metal. Auch Justin Donnelly von themetalforge.com beschrieb die Musik in seiner Rezension zu On Demon Wings als Death Metal mit einem Doom-Metal-Einfluss. Der Gesang bestehe aus aggressivem Growling, während der Bass tief spiele und das Schlagzeugspiel abwechslungsreich sei. Die Geschwindigkeit werde in den Songs oft variiert.

## Diskografie
- 1992: Sorting of the Insects (Demo, Eigenveröffentlichung)
- 1993: Astern Diabolus (Demo, Wild Rags Records)
- 1993: A Necessary Evil (Album, Velvet Urge Records)
- 1994: Insidious (EP, Valve Records)
- 1995: Dark Inspirations (Single, Subcide Records)
- 1995: Invidious (VHS, Galactic Empire)
- 1996: Revel in Blasphemy (Album, Warhead Records)
- 2000: Curses (Album, Venomous Records)
- 2007: On Demon Wings (Album, Obsidian Records)
- 2015: Evil Reborn (1992-1995) (Kompilation, Memento Mori Records)